# Morayshire

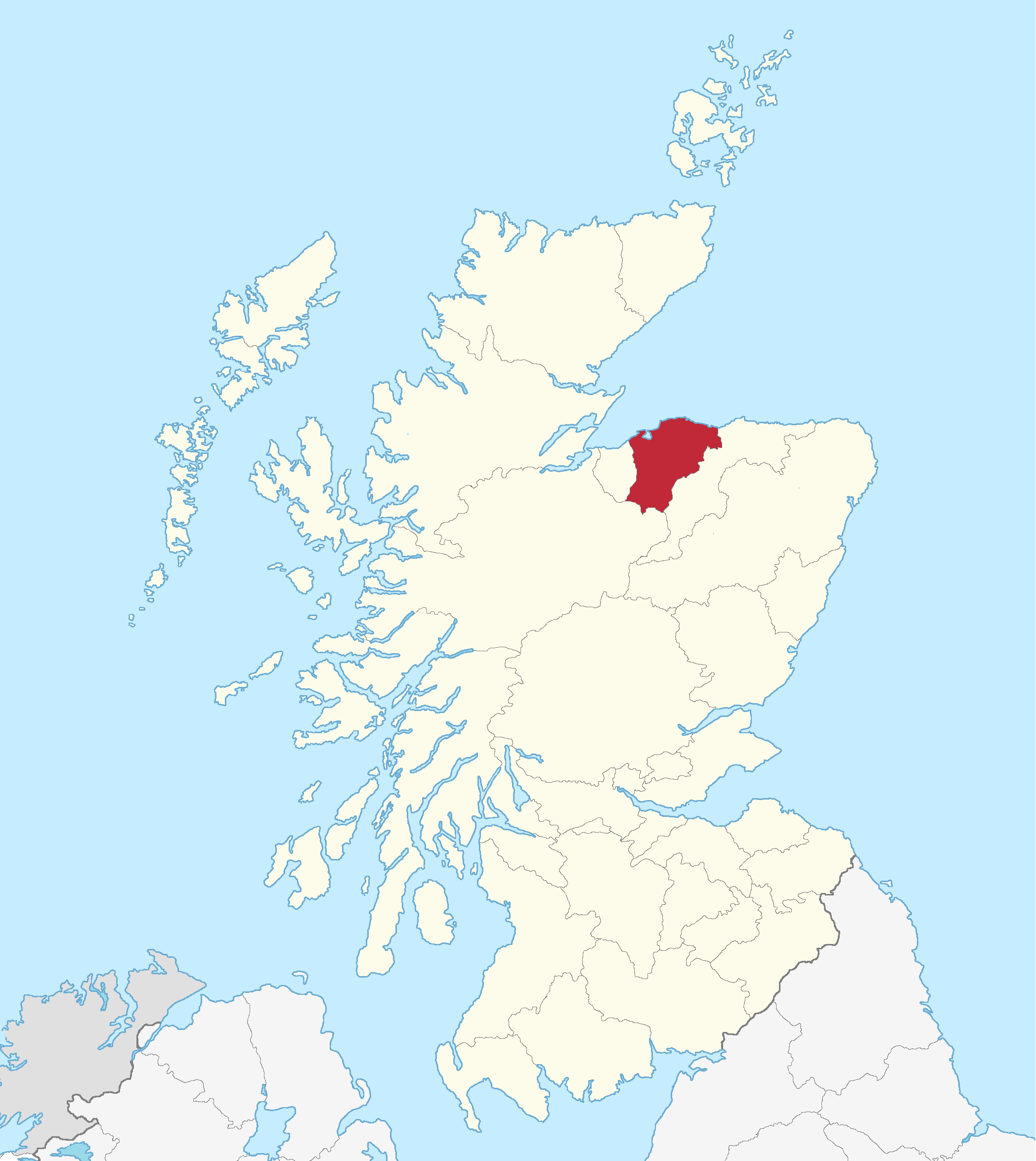
Lage von Morayshire in Schottland

Morayshire (schottisch-gälisch Siorrachd Mhoireibh) ist eine traditionelle Grafschaft im Norden Schottlands am Moray Firth. Früher war auch die Bezeichnung Elginshire üblich. Verwaltungssitz war die Stadt Elgin.
Ursprünglich lagen zwei Exklaven von Morayshire in der benachbarten Grafschaft Inverness-shire und Morayshire umschloss eine Exklave von Inverness-shire. Bei der Bildung von Verwaltungsgrafschaften im Jahr 1890 wurden diese Exklaven ausgetauscht und seitdem bestand Morayshire aus einem geschlossenen Gebiet. 1975 ging Morayshire im District Moray der Region Grampian auf. Der District entspricht eher der historischen Landschaft Moray, die größer war als die Grafschaft. Die Landschaft wurde vom Clan Murray beherrscht, an dessen Spitze bis zum Ende des 13. Jahrhunderts die piktischen Mormaer von Moray als Kleinkönige standen. 
Die Region Grampian wurde 1996 aufgelöst und Moray als Council Area installiert. Morayshire ist heute noch eine der Lieutenancy Areas von Schottland.